# Wilhelm Tham (1912)
«Wilhelm Tham» — двухзвёздочное  круизное судно, построенное на верфи AB Motala Verkstad в городе Мутала, Швеция в 1912 г и эксплуатируемое на Гёта-канале по маршруту Гётеборг – Стокгольм – Гётеборг. Названо в честь скончавшегося в 1911 г. члена шведского риксдага Вильхельма Тама, который с 1877 г. был директором  Husqvarna AB. К флоту канала относятся также исторические суда Juno и Diana.

## История судна
Судно размером 29,48 м х 6,73 м х 2,90 м было построено и снабжено паровой машиной мощностью 184 кВт на верфи AB Motala Verkstad в городе Мутала, Швеция в 1912 г. Паровую машину в 1964 г. заменили  двумя дизельными двигателями Scania мощностью 338 кВт. В 2003 -2004 годах судно было подвержено полной реконструкции, при этом уделялось особое внимание сохранению исторического облика.  В 2007 г. на судне установили новые двигатели, при этом число пассажиров было снижено до 150. 
Судно, как памятник старины, находится под охраной Национального морского музея Швеции. 

## На борту
К услугам пассажиров 25 уютных двухместных кают, расположенных выше уровня воды, отделанных благородными сортами древесины и латунью. Ресторан и солнечная палуба для наблюдения за шведскими ландшафтами. 